# Перегон (фильм, 1984)
Перегон — советский телевизионный художественный фильм 1984 года, который снял режиссёр Олег Рябоконь на студии «Лентелефильм» по книге Виктора Конецкого «Завтрашние заботы».
Фильм был показан 14 июля 1985 года по Второй программе ЦТ в 21:35 и повторен на следующий день, 15 июля, в 8:15 утра.

## Сюжет
Капитану дальнего плавания Глебу Вольнову предстоит участвовать в перегоне рыболовецких судов на Камчатку по Северному морскому пути. Глеб — холостяк, живёт один с матерью в Ленинграде. Его давний знакомый, старый механик Арсентьич, которого не берут в рейсы по здоровью, просит его взять с собой.
В фильме, продолжительностью немного больше часа, отсутствует обычный антураж фильмов о суровых буднях полярников. Его особенностью является картина внутреннего мира главных героев, связанных противоречивой дружбой и страдающих от одиночества.

## Художественные особенности
Действие картины по сюжету происходит в 1955 году, хотя мало что об этом напоминает: автомобиль-такси «Победа», в котором возвращаются в город Глеб и Агния, инвалид, заведующий тира, Матвеич и рассказ Глеба о военном (по большей степени, лагерном) прошлом механика Арсентьича. Новобранец-кок, с которым происходят всякие комические казусы, по молодости был осуждён за то, что в цирке во время представления дёрнул тигра за хвост. О судимости говорят окружающим его наколки на руках, из-за этого его нигде не принимают на работу, и Вольнов берёт его в свой экипаж. Для творчества Виктора Конецкого характерно внимание к таким неприкаянным персонажам, хотя здесь это совершенно рядовой, самый молодой матрос. Конецкому была близка жизненная участь таких людей. И он сам был из таких.
В сцене встречи в ресторане солист оркестра исполняет авторскую песню «В Кейптаунском порту». В конце фильма герой Валентина Гафта, пришедший навестить мать своего друга Глеба Вольнова, поёт для неё песню Булата Окуджавы «Надежда, я вернусь тогда…» (Сентиментальный марш), написанную в 1957 году, формально появившуюся на два года позже происходящего в книге, однако точное время в фильме не указано.
В фильме участвует собака Вулкан под руководством дрессировщика Т. Глазуновой.

## Съёмки
Телефильм снимали в Усть-Нарве, на территории небольшого порта рыболовецкого совхоза, и во внутренних водах Балтики. «Архангельском» стали ленинградские Озерки.
Фильм стал последней картиной актрисы Тамары Алёшиной, кинокарьера которой началась в 1940 году.

## В ролях
- Александр Михайличенко — Глеб Вольнов
- Валентин Гафт — Яков Левин
- Марина Старых — Агния
- Тамара Алешина — мать Глеба Вольнова
- Игорь Ефимов — Юрий Арсентьевич (механик)
- Владимир Ерёмин — Василий Михайлович (старпом)
- Андрей Данилов — Коля (помощник механика)
- Константин Кармазин — матрос
- Валерий Кефт — кок
- Антон Адашинский — матрос
- Адольф Шестаков — Рэм Иванович (капитан ледокола)
- Александр Суснин — Матвеич (однорукий инвалид)